# فرخار
فَرخار (به تاجیکی: Фархор) یکی از شهرهای تاجیکستان است.
این شهر در ولایت ختلان واقع شده و جمعیت آن در سال ۱۹۷۳ برابر با ۱۱٬۴۰۰ نفر بوده‌است.از نظر طبیعت و آب و هوا، شهر بزنجان به این شهر تشبیه شده است(خواهر خوانده اند)
شهر فرخار در نزدیکی مرز افغانستان قرار دارد.
واژهٔ فرخار از اصل سغدی است. در سغدی این نام به شکل برغار بوده که واژه‌ای است ایرانی از ریشهٔ «پَروخواثر» به معنی پر از شادی.
فرخار نام ناحیه‌ای در افغانستان نیز هست. نام فرخار در ادبیات پارسی پیشینهٔ بسیاری دارد و در این ادبیات به عبارت‌هایی مانند بت فرخار، پری‌چهرگان فرخار، دلاوران فرخار، و عیاران فرخار زیاد برمی‌خوریم.
گفته شده طوایفی از زرتشتیان این ناحیه در پی حمله سکاها به شهر بزنجان در استان کرمان کشور ایران کوچ کرده اند و در آنجا ساکن شده اند، بسیاری مسلمان شدند و جمعیت بسیازی نیز نام خود را تغییر داده اند لیکن بر دین خود باقی ماندند.
شهر بزنجان به فرخار دوم مشهور است.